# Yakovlev Yak-9
Yakovlev Yak-9 là máy bay tiêm kích một chỗ được Liên Xô sử dụng trong Chiến tranh thế giới II. Đây là một trong số những dòng máy bay chiến đấu nổi tiếng của Liên Xô trong chiến tranh.

## Thiết kế và phát triển

Yak-9

Yak-9 là một sự cải tiến xa hơn nữa của loại tiêm kích hoạt động có kết quả là Yak-7, nó có lợi thế về những kinh nghiệm mà Yak-7 đã có. Tính tiện lợi to lớn của hợp kim duraluminum cho phép máy bay nhẹ hơn và dễ dàng sửa đổi một số chi tiết trong thiết kế cơ bản. Yak-9 được thiết kế phù hợp với hai loại cánh, 5 động cơ, 6 sự kết hợp thùng nhiên liệu và 7 cấu hình vũ trang. Vì vậy, có rất nhiều kiểu Yak-9 được thử nghiệm với nhiều động cơ và các loại vũ khí khác nhau.
Yak-9 được sản xuất từ năm 1942 đến năm 1948 với tổng cộng là 16.769 chiếc được chế tạo, nhiều nhất trong số các kiểu máy bay cánh quạt của Liên Xô.
Trong thời gian khoảng năm 1949, Liên Xô cung cấp một số lượng dư thừa máy bay Yak-9P (VK-107) của mình cho các nước đồng minh ở châu Âu, để giúp đỡ họ xây dựng lại lực lượng không quân trong lúc Cuộc phong toả Berlin và các chuyến bay vận chuyển đồ tiếp tế của phương Tây cho Tây Berlin vẫn diễn ra. Một đoạn văn hướng dẫn vận hành máy bay bằng tay ngẫu nhiên bị bỏ sót trong bản dịch từ tiếng Nga sang các ngôn ngữ khác: "Trước khi khởi động Yak-9, việc quay tay cho bơm dầu ở buồng lái 25 lần để cung cấp dầu bôi trơn ban đầu cho động cơ Klimov là cần thiết", không giống như máy bay chiến đấu của Đức Quốc xã và phương Tây trong Chiến tranh thế giới II trang bị với hệ thống bôi trơn chu trình kín gượng gạo. Việc bỏ qua bước khác thường nhưng cần thiết cho động cơ này dẫn đến động cơ bị kẹt thường xuyên trong thời gian cất cánh và bay lên vào lúc đầu, gây ra vài rủi ro trong năm 1950.

## Lịch sử hoạt động
Đầu tiên Yak-9 mang tên gọi của một phiên bản hạng nhẹ sản xuất từ Yak-7 là Yak-7DI và nó bắt đầu hoạt động vào tháng 10 năm 1942. Yak-9 được trong thấy chiến đấu vào cuối năm 1942 trong thời gian diễn ra Trận Stalingrad. Yak-9 còn dùng để ngăn chặn các máy bay trinh sát của Đức Quốc xã trên bầu trời Moskva vào những năm 1942-1943.
Yak-9 cũng được trang bị cho Phi đoàn Normandie-Niemen của Pháp sang chiến đấu ở Liên Xô.

## Các phiên bản
OKB Yakovlev tạo ra 22 sự thay đổi trên Yak-9, trong đó có 15 cải tiến được sản xuất hàng loạt. Sau đây là những phiên bản nổi tiếng:

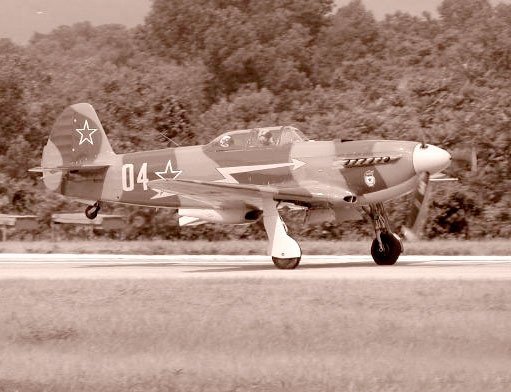
Phiên bản hiện đại Yak-9 đang cất cánh tại triển lãm hàng không WW2

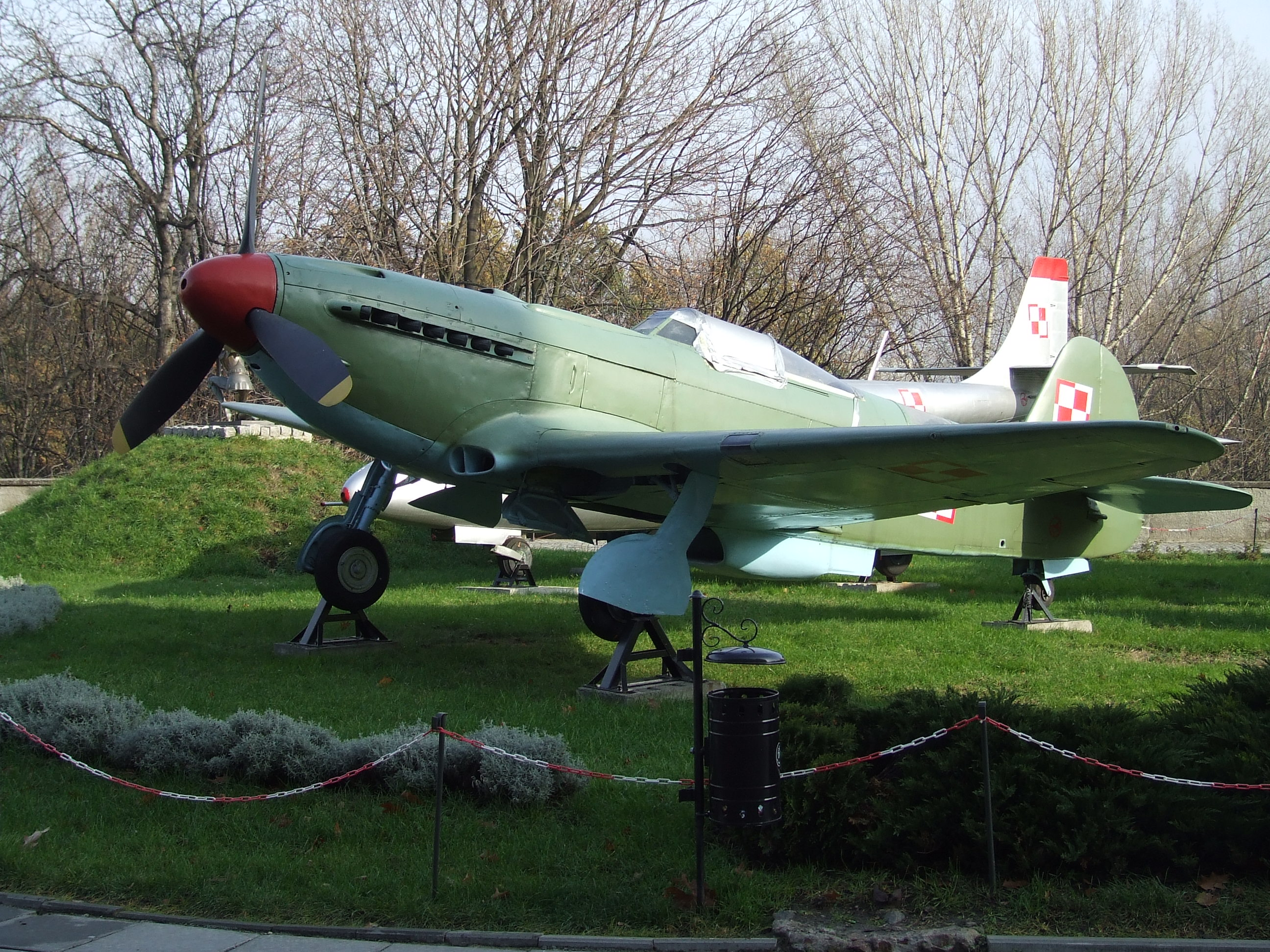
Yak-9 với ký hiệu Ba Lan.

- Yak-9 - Phiên bản sản xuất đầu tiên, trang bị động cơ Klimov M-105PF công suất 880 kW (1.180 hp), 1x pháo ShVAK 20 mm với 120 viên đạn và 1x súng máy UBS 12.7 mm co 200 viên đạn.
- Yak-9 (M-106) - Mẫu thử nghiệm với động cơ Klimov M-106-1SK công suất 1.007 kW (1.350 hp), không được đưa vào sản xuất do các vấn đề với động cơ.
- Yak-9T - Yak-9 vũ trang với 1 khẩu pháo 37 mm Nudelman-Suranov NS-37 với 30 viên đạn thay cho khẩu 20 mm ShVAK, buồng lái chuyển về sau 0.4 m (1 ft 3 in) để cân bằng cho phần mũi nặng nề. Lúc đầu do việc điều khiển kém dẫn tới việc dầu và chất lỏng bị rò rỉ do sức giật khi bắn của pháo trên máy bay. Sức giật lại và sự trang bị hạn chế đạn dược đòi hỏi phi công phải ngắm bắn chính xác và chỉ bắn loạt từ 2-3 viên đạn. Yak-9T được sử dụng rộng rãi để ngăn chặn quân địch ở Biển Đen và xe tăng, nhưng nó cũng chống lại máy bay rất tốt.
- Yak-9TK - Yak-9T được trang bị một trong các khẩu pháo: 20 mm ShVAK, 23 mm VYa, 37 mm NS-37, hoặc 45 mm NS-45 ở bộ phận hình chữ V ở động cơ. Không được sản xuất do pháo 20 mm và 30 mm không quan trọng và pháo 45 mm không đáng tin cậy.

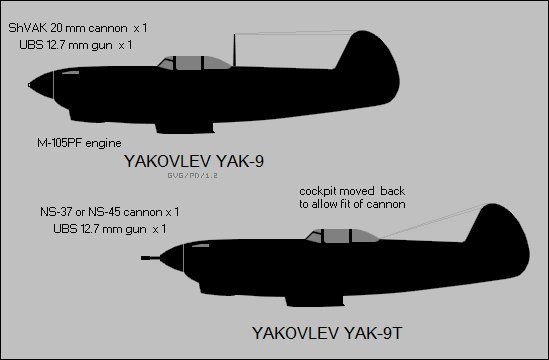
Yak-9T so với biến thể đầu

- Yak-9K - Yak-9T sửa đổi với pháo 45 mm Nudelman-Suranov NS-45 có 29 viên đạn và một phanh hãm nòng để ngăn lực giật lại của nòng pháo. Tốc độ viên đạn là 350 km/h (220 mph). Nó cũng bị sử dụng hạn chế vì độ tin cậy thấp của NS-45.
- Yak-9D - Phiên bản tầm xa của Yak-9, tăng sức chứa nhiên liệu từ 440 lít (115 galông) lên 650 lít (170 galông) làm tầm bay tăng lên 1.360 km (845 mi). Thiếu trang bị dẫn đường bằng radio.
- Yak-9TD - Yak-9D với pháo NS-37 và trang bị thêm 4 quả bom 50 kg (110 lb) FAB-50 dưới cánh.
- Yak-9B - Phiên bản tiêm kích-ném bom của Yak-9D (nhà máy chế tạo gọi tên Yak-9L) với 4 quả bom 100 kg (220 lb) FAB-100 hoặc 4 chùm bom PTAB trang bị 32 quả bom nhỏ 1.5 kg (3.3 lb).
- Yak-9DD - Yak-9D và Yak-9T sửa đổi để tăng tầm hoạt động, tăng khả năng nạp nhiên liệu lên 845 lít (220 gallons) để đạt đến tầm bay là 2.285 km (1.420 mi), trang bị radio dẫn đường ban đêm và bay trong thời tiết xấu. Yak-9DD được sử dụng chủ yếu để hộ tống máy bay ném bom Petlyakov Pe-2 và Tupolev Tu-2. Vào năm 1944, vài chiếc được dùng để hộ tống máy bay ném bom B-17 Flying Fortress và B-24 Liberator tấn công Romania.
- Yak-9M - Yak-9D với buồng lái chuyển về sau 0.4 m (1 ft 4 in) giống như Yak-9T, được cải tiến nhiều dựa vào các phiên bản trước đây.
- Yak-9M PVO - Yak-9M với khả năng nạp nhiên liệu giảm bớt, động cơ Klimov VK-105PF2 công suất 925 kW (1.240 hp), trang bị radia và hệ thống dẫn đường ban đêm và trong mọi thời tiết, được sử dụng trong Quân chủng Phòng không Xô viết.
- Yak-9S - Yak-9M với động cơ Klimov VK-105PF, cánh quạt mới, và vũ trang gồm 1 pháo 23 mm Nudelman-Suranov NS-23 60 viên đan, 2 pháo 20 mm Berezin B-20 120 viên đạn mỗi khẩu. Không được sản xuất do hiệu suất kém so với Yak-3 và Yak-9U.
- Yak-9P - Súng máy UBS được thay thế bằng một pháo 20 mm ShVAK 175 viên đạn, không được đưa vào sản xuất do việc đưa vào sử dụng pháo nòng lớn hơn.
- Yak-9P (VK-107) - Yak-9U với cánh chế tạo hoàn toàn bằng kim loại, Yak-9P trong trường hợp này là một tên gọi do nhà máy chế tạo đặt khác với Yak-9P có 2 pháo ShVAK (ở phía trên).
- Yak-9PD - Máy bay đánh chặn (không liên quan đến 2 tên gọi Yak-9P ở trên) với động cơ Klimov M-105PD thiết kế đặc biệt để ngăn chặn những chiếc máy bay trinh sát bay cao của Không quân Đức loại Junkers Ju 86R bay trên bầu trời Moskva vào những năm 1942-1943. Thoạt đầu nó có hiệu suất kém tin cậy sau đó được cải thiện đáng kể do thay thế bằng động cơ Klimov M-106PV, máy bay đạt đến độ cao 13.500 m (44.300 ft) trong khi thử nghiệm. Vũ khí chỉ gồm pháo ShVAK để đảm bảo trọng lượng.

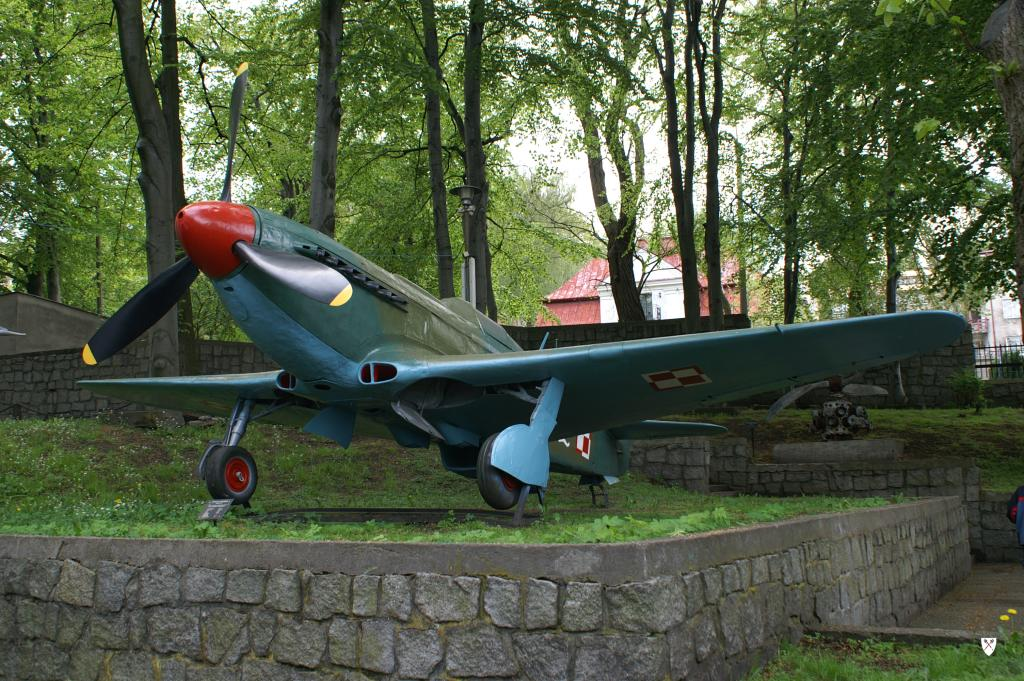
Yak-9P

- Yak-9U (VK-105) - Yak-9T với động cơ Klimov VK-105PF2, cải tiến hình dạng khí động học và cấu trúc cải tiến được đưa vào Yak-3. Sự khác nhau với Yak-9T là bình giảm nhiệt bằng dầu tương tự như trên Yak-3. Vũ khí được tăng thêm với 1 pháo VYa 23 mm có 60 viên đạn và 2 súng máy 12.7 mm UBS gồm 171 viên đạn mỗi súng.
- Yak-9U (VK-107) - Phiên bản cuối cùng của Yak-9, là Yak-9U (VK-105) trang bị động cơ mới loại Klimov VK-107A công suất 1.230 kW (1.650 hp), pháo 20 mm ShVAK 120 viên đạn thay thế cho pháo VYa. Những cuộc thử nghiệm vào đầu năm 1943 cho thấy chỉ có mẫu thử nghiệm Polikarpov I-185 là có thể so sánh được. Vận tốc cực đại đạt 700 km/h (435 mph) trên độ cao 5.600 m (18.370 ft) nhanh hơn bất kỳ máy bay chiến đấu nào sản xuất vào cùng thời điểm đó trên thế giới. Đây là máy bay chiến đấu Liên Xô tốt nhất ở trên cao.
- Yak-9UV - Phiên bản huấn luyện 2 chỗ của Yak-9U (VK-107), trang bị một pháo Berezin B-20 100 viên đạn. Không được sản xuất.
- Yak-9UT - Yak-9U (VK-107) vũ trang 1 pháo 37 mm Nudelman N-37 với 30 viên đạn và 2 pháo 20 mm Berezin B-20 120 viên đạn mỗi khẩu, tương tự như Yak-9TK có thể thay thế sử dụng giữa N-37 với pháo 20 mm B-20, 23 mm NS-23, hoặc 45 mm N-45. Việc sản xuất máy bay trang bị pháo NS-23 thay vì N-37.
- Yak-9V - Phiên bản huấn luyện 2 chỗ của Yak-9M và Yak-9T, trang bị động cơ Klimov VK-105PF2, vũ khí là 1 pháo 20 mm ShVAK 90 viên đạn.
- Phiên bản khác - Vào đầu những năm 1990, Yakovlev bắt đầu sản xuất giới hạn cho thị trường máy bay tư nhân những chiếc Yak-9 và Yak-3, trang bị giống như những phiên bản trong Chiến tranh thế giới II và thay động cơ mới loại Allison V-1710 của Mỹ.

## Các nước sử dụng
Albania (Thừa nhận vào năm 1951)
- Albanian Air Force nhận 72 chiếc máy bay vào năm 1947. Bao gồm 12 chiếc huấn luyện Yak-9V

 Trung Quốc
- Không quân Quân Giải phóng Nhân dân Trung Quốc.

 Bulgaria
- Không quân Bulgaria

 Pháp
- Armée de l'Air
  - Phi đoàn Normandie-Niemen

 Hungary (Thừa nhận vào năm 1949)
- Không quân Hungary nhận ngững chiếc máy bay vào năm 1949. Kiểu tên của Hungary là "Vércse" (Kestrel).

 CHDCND Triều Tiên
- Không quân Nhân dân Triều Tiên

 Mông Cổ
- Không quân Nhân dân Mông Cổ nhận 34 chiếc máy bay vào cuối tháng 6 năm 1945.

 Ba Lan (1947-1953)
- Không quân Ba Lan hoạt động một vài chiếc từ năm 1947 đến năm 1953.
- Không quân Hải quân Ba Lan

 Liên Xô
- Không quân Liên Xô

 Vương quốc Anh (Có được do một phi công Bulgaria đào ngũ, và được James Storrar, chỉ huy Phi đội số 234 RAF ở Italy, sử dụng)
 Hoa Kỳ (Thu được Yak-9P của Cộng hòa Dân chủ Nhân dân Triều Tiên)
 Nam Tư
- SFR Không quân Nam Tư – 16 Yak-9T, 40 Yak-9P, 47 Yak-9D/M và 68 Yak-9U vào năm 1944-1950/1960[1]
  - Trung đoàn tiêm kích 111 (1947–1948)
  - Trung đoàn tiêm kích 112 (1947–1948)
  - Trung đoàn tiêm kích 94 (1948–1952)
  - Trung đoàn tiêm kích 116 (1948–1950)
  - Trung đoàn tiêm kích 117 (1948–1950)
  - Trung đoàn huấn luyện 141 (1952–1953)
  - Trung đoàn huấn luyện 2 (1946–1948)
  - Trung đoàn tiêm kích-huấn luyện 101 (1948–1950)
  - Trung đoàn trinh sát 103 (1950–1951)
  - Trung đoàn huấn luyện 104 (1948–1950)
  - Đào tạo phi đội của Sư đoàn 32 (1953–1959)
  - Đào tạo phi đội của Sư đoàn 39 (1953–1959)
  - Đào tạo phi đội của Sư đoàn 44 (1953–1954)

## Thông số kỹ thuật (Yak-9D)

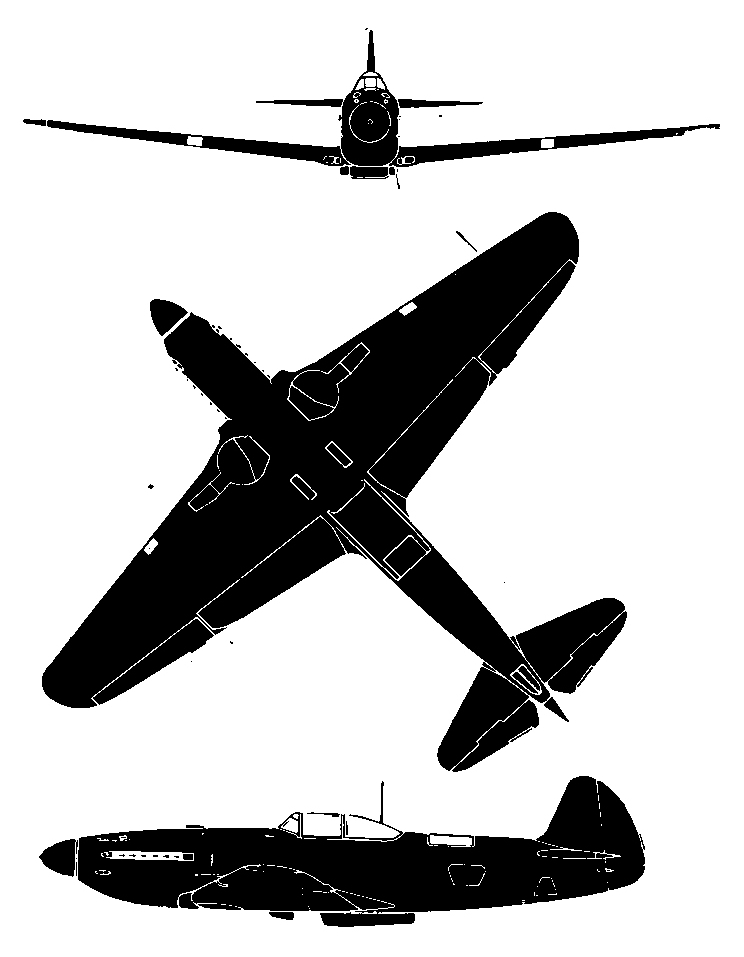
Yak-9P

### Đặc điểm riêng
- Phi đoàn: 1
- Chiều dài: 28 ft 0 in (8.55 m)
- Sải cánh: 31 ft 11 in (9.74 m)
- Chiều cao: 9 ft 10 in (3.00 m)
- Diện tích : 185.1 ft² (17.2 m²)
- Trọng lượng rỗng: 5,170 lb (2,350 kg)
- Trọng lượng cất cánh: 6,858 lb (3,117 kg)
- Trọng lượng cất cánh tối đa: n/a
- Động cơ: 1× Klimov M-105

### Hiệu suất bay
- Vận tốc cực đại: 417 mph (672 km/h)
- Tầm bay: 420 miles (675 km)
- Trần bay: 30,000 ft (9,100 m)
- Vận tốc lên cao: 2,690 ft/min (13.7 m/s)
- Lực nâng của cánh: 37 lb/ft² (181 kg/m²)
- Lực đẩy/trọng lượng: 00.17 hp/lb (0.28 kW/kg)

### Vũ khí
- 1x pháo 20 mm ShVAK, 120 viên đạn
- 1x súng máy 12.7 mm UBS, 170 viên đạn mỗi khẩu

## Thông số kỹ thuật (Yak-9U (VK-107))

### Đặc điểm riêng
- Phi đoàn: 1
- Chiều dài: 28 ft 0 in (8.55 m)
- Sải cánh: 31 ft 11 in (9.74 m)
- Chiều cao: 9 ft 10 in (3.00 m)
- Diện tích : 185.1 ft² (17.2 m²)
- Trọng lượng rỗng: 5.526 lb (2.512 kg)
- Trọng lượng cất cánh: 7.049 lb (3.204 kg)
- Trọng lượng cất cánh tối đa: n/a
- Động cơ: 1× động cơ pít-tông làm lạnh bằng chất lỏng V-12 loại Klimov VK-107A, 1.500 hp (1.120 kW)

### Hiệu suất bay
- Vận tốc cực đại: 435 mph (700 km/h)
- Tầm bay: 420 miles (675 km)
- Trần bay: 35,000 ft (10,650 m)
- Vận tốc lên cao: 3,280 ft/min (16.7 m/s)
- Lực nâng của cánh: 38 lb/ft² (186 kg/m²)
- Lực đẩy/trọng lượng: 0.21 hp/lb (0.35 kW/kg)

### Vũ khí
- 2x pháo 20 mm ShVAK, 120 viên đạn
- 2x súng máy 12.7 mm UBS, 170 viên đạn mỗi súng

## Nội dung liên quan

### Máy bay có cùng sự phát triển
- Yak-1
- Yak-3
- Yak-7
- Yak-11
- Ikarus S-49

### Máy bay có tính năng tương đương
- Bell P-39 Airacobra
- Curtiss P-40
- North American P-51 Mustang
- Messerschmitt Bf 109
- Focke-Wulf Fw 190
- Hawker Hurricane
- Supermarine Spitfire

### Danh sách khác
- Danh sách máy bay trong Chiến tranh Thế giới II
- Danh sách máy bay tiêm kích